# Turlock, Kalifornien
Turlock är en stad (city) i Stanislaus County, i delstaten Kalifornien, USA. Enligt United States Census Bureau har staden en folkmängd på 69 089 invånare (2011) och en landarea på 43,8 km².